# Calyampudi Radhakrishna Rao
Pour les articles homonymes, voir Rao (homonymie).
Calyampudi Radhakrishna Rao (en kannada : ಸಿ.ಆರ್.ರಾವ್), né le 10 septembre 1920 à Hadagali (État de Mysore (actuellement Karnataka), alors dans le Raj britannique) et mort le 23 août 2023 à Buffalo (État de New York),, est un statisticien indien, professeur émérite à l'université d'État de Pennsylvanie.

## Biographie
À l'âge de dix-neuf ans, Calyampudi Radhakrishna Rao obtient un diplôme en mathématiques de l'Université Andhra.
En 1942, il intègre l'Institut indien de statistiques dirigé par le professeur Prasanta Chandra Mahalanobis. Il fait ainsi partie en 1943 de la première génération d'étudiants à avoir reçu un master de statistiques en Inde créé grâce à un accord entre l'Université de Calcutta et l'institut indien de statistiques.
Il devient ensuite apprenti technique à l'institut indien de statistiques. C'est à la suite d'une question d'un étudiant pendant son enseignement en 1943 qu'il dérive ce qui est aujourd'hui connu comme la borne de Cramér-Rao et qu'il ne publie qu'en 1945 (Rao 1945). Il a été découvert par la suite que le mathématicien suédois Harald Cramér avait lui aussi dérivé la borne.
C'est dans ce même article publié en 1945 qu'il démontre pour la première fois le théorème de Rao-Blackwell qui fut démontré indépendamment par David Blackwell en 1947.
Mahalanobis l'envoie ensuite à Cambridge pour travailler au musée d'archéologie et d'ethnologie. Il s'inscrit alors en thèse sous la direction de Ronald Aylmer Fisher au King's College.  Il soutient sa thèse en 1948. Au moment de sa soutenance, il a déjà près de 40 publications à son actif.
Il retourne alors à l'institut indien de statistiques où il devient professeur titulaire à l'âge de 28 ans.
Il devient directeur de l'institut en 1972 après la mort de Mahalanobis. En 1978, il est professeur invité à Pittsburgh. Il y devient professeur à part entière jusqu'en 1987 puis devient professeur à l'université d'État de Pennsylvanie.
Rao est lauréat du prix Samuel Wilks. Membre de huit académies nationales d'Inde, du Royaume-Uni, des États-Unis et d'Italie, il a reçu une douzaine de prix, médailles, et autres récompenses pour ses contributions en statistiques et en science plus généralement. L'ensemble de ses travaux a été récompensé en juin 2002 par la National Medal of Science des États-Unis, la plus haute distinction américaine dans le domaine de la recherche scientifique.

## Distinctions
- 1988 : Prix Samuel Wilks de la société américaine de statistique[4].
- 2000 : Prix Parzen.
- 2002 : National Medal of Science.
- 2011 : médaille Guy en or de la Royal Statistical Society[3].
- 2023 : Prix international de statistiques[5].

## Publications
- (en) C.R. Rao, « Information and accuracy attainable in the estimation of statistical parameters », Bulletin of the Calcutta Mathematical Society,‎ 1945
- (en) C.R. Rao, Statistics and Truth : Putting Chance to Work, International Cooperative, 1989, 1re éd. (ISBN 978-0-89974-018-8)